# Sinfonía n.º 63 (Haydn)

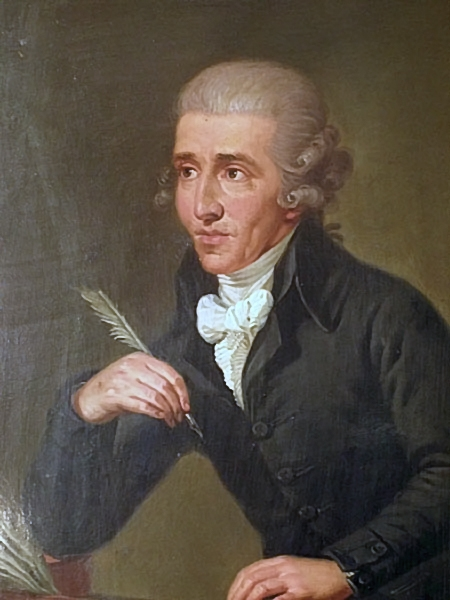
Haydn hacia 1770.

La Sinfonía n.º 63 en do mayor, Hob. I:63, también conocida como La Roxelane, fue compuesta por Joseph Haydn en algún momento entre 1777 y 1779.

## Historia
La producción sinfónica del maestro austríaco puede dividirse a grandes rasgos en tres bloques temporales: el primer bloque (1757-1761) se corresponde con su periodo al servicio del conde Carl von Morzin (n.º 1 - n.º 5); el segundo bloque en la corte Esterházy (1761-1790 pero con la última sinfonía para el público de Esterházy en 1781); y el tercer bloque (1782-1795) comprende las Sinfonías de París (n.º 82 - n.º 87) y las Sinfonías de Londres (n.º 93 - n.º 104). El 1 de mayo de 1761 el compositor firmó su contrato como vice-kapellmeister (más tarde kapellmeister) de la familia Esterházy, que nominalmente duró 48 años, hasta su muerte.
La composición de esta pieza se desarrolló en algún momento entre 1777 y 1779. La pieza cuenta con dos versiones distintas. La primera versión data de hacia 1777 y la segunda versión se cree que pudo ser escrita en 1779. Tras el periodo Sturm und Drang de Haydn entre finales de la década de 1760 y principios de la de 1770, llegó un momento en el que la mayor parte de la energía creativa del compositor se dedicó a producir óperas y otras obras escénicas (hasta dos por semana) para los dos teatros de su mecenas, el príncipe Esterházy. En general estas exigencias hicieron que la producción sinfónica del maestro disminuyera durante esta etapa. No obstante, en algún caso un género contribuyó a enriquecer al otro.
El sobrenombre La Roxelane viene del subtítulo que recibió el segundo movimiento de la sinfonía en honor a la heroína Roxelana de Soliman der zweite (Soliman II), una adaptación alemana de la comedia en tres actos Les trois sultanes (Los tres sultanes) de Charles Simon Favart. Roxelana era la influyente esposa de Solimán el Magnífico del Imperio otomano. En 1777 esta obra teatral fue representada en el palacio Eszterháza por la compañía de Carl Wahr. Haydn, tal y como requería la descripción de su trabajo, proporcionó una suite de música incidental para acompañar la representación. En esa suite se incluía lo que el musicólogo H. C. Robbins Landon llama "un movimiento de doble variación hechizantemente atractivo" que representa a Roxelana. Este movimiento recorrió Europa durante el año siguiente en varios arreglos para piano, que según James Carson constituían el equivalente aproximado del siglo XVIII a la MTV o la Radio Pública Nacional. Aprovechando este éxito, Haydn decidió sacarle más partido a esta composición y añadió nuevos movimientos de apertura y cierre, junto con el minueto obligatorio, para formar una sinfonía estándar de cuatro movimientos. La sinfonía fue publicada a finales de 1779 y se convirtió en un éxito considerable por derecho propio.

## Instrumentación
La partitura cuenta con dos versiones. La primera versión está escrita para una orquesta formada por:
- Viento madera: 2 oboes y 2 fagotes.
- Viento metal: 2 trompas y 2 trompetas.
- Percusión: timbales.
- Cuerda: una sección de cuerdas con 2 violines, viola, violonchelo y contrabajo.

La segunda versión presenta casi la misma orquestación con pequeños cambios: 
- Viento madera: 1 flauta, 2 oboes y 1 fagot.
- Viento metal: 2 trompas.
- Cuerda: una sección de cuerdas con 2 violines, viola, violonchelo y contrabajo.

La parte escrita en la versión original para 2 fagotes se asigna en la segunda versión a una flauta y un solo fagot. Parte de la razón para este cambio se debió al abandono del fagotista Ignatz Drobny, que dejó la orquesta de Esterházy con un solo fagot. Por otra parte, en la segunda versión desaparecen las partes para trompetas y timbales Al menos 3 partes diferentes de timbales en fuentes secundarias, ninguna de las cuales coincide con la de la obertura de Il mondo della luna, y que son por tanto sospechosas. Las partes de clarini o trompetas de algunas fuentes secundarias también son bastante dudosas.
En aquella época se solía emplear un fagot para amplificar la voz del bajo, incluso sin una notación separada. En cuanto a la participación del clavecín como bajo continuo en las sinfonías de Haydn existen diversas opiniones entre los estudiosos: James Webster se sitúa en contra; Hartmut Haenchen a favor; Jamie James en su artículo para The New York Times presenta diferentes posiciones por parte de Roy Goodman, Christopher Hogwood, H. C. Robbins Landon y James Webster. A partir de 2019 la mayor parte de las orquestas con instrumentos modernos no utiliza el clavecín como continuo. No obstante, existen grabaciones con clavecín en el bajo continuo realizadas por: Trevor Pinnock (Sturm und Drang Symphonies, Archiv, 1989-1990); Nikolaus Harnoncourt (n.º 6–8, Das Alte Werk, 1990); Sigiswald Kuijken (incluidas las Sinfonías de París y Londres; Virgin, 1988-1995); Roy Goodman (Ej. n.º 1-25, 70-78, 82-87; Hyperion, 2002).

## Estructura y análisis
La sinfonía cuenta con dos versiones y ambas constan de cuatro movimientos:
Primera versión
- I. Allegro, en do mayor 3
4
- II. "La Roxelane" Allegretto (o più tosto allegro), en do menor 2
4
- III. Menuet – Trio, en do mayor 3
4
- IV. Finale. Prestissimo, en do mayor 2
2

Segunda versión
III. Menuet – Trio, en do mayor 3
4
IV. Finale. Presto, en do mayor 2
4
La interpretación de esta obra dura aproximadamente entre 20 y 25 minutos. Las dos versiones no solo se diferencian en la orquestación sino que además el tercer y cuarto movimientos de ambas versiones son totalmente diferentes. 

### I.Allegro
El primer movimiento, Allegro, está escrito en la tonalidad de do mayor, en compás de 3/4 y sigue la forma sonata. Se inicia con una especie de fanfarria de las cuerdas al unísono, que es retomada por las maderas. Curiosamente el movimiento se apaga al cabo de unos compases, tras lo cual Haydn de forma irónica vuelve a empezar con el mismo tema. Esta vez, la música se las arregla para abrirse camino hacia un sinuoso tema secundario en los violines, y luego hacia una sección de desarrollo central bastante sombría, en su mayor parte en modo menor. La recapitulación es excepcionalmente compacta, en parte porque omite el curioso episodio inicial del "falso comienzo". Este movimiento se basa en la obertura de la ópera Il mondo della luna de 1777 del propio Haydn. Esto fue posible transformando el final transicional de subida de telón en uno más cadencial, añadiendo repeticiones de la exposición apropiadas para parecerse más a la forma sonata y transportando una de las partes para dos fagotes de la obertura una octava alta para que pudiera ser tocada por la flauta. La exposición sigue manteniendo algo de su estilo obertura debido a que el primer tema está en forma ternaria y carece de un verdadero segundo tema, haciendo una transición a una coda exposicional. En la recapitulación solo la tercera parte del tema en forma ternaria es reexpuesto.

### II."La Roxelane" Allegretto (o più tosto allegro)
El segundo movimiento, "La Roxelane" Allegretto (o più tosto allegro), está en do menor y en compás de 2/4. Está escrito en forma de variación doble. (ABA1B1A2B2). Consiste en un tema suavemente cadencioso seguido de cinco variaciones que alternan entre tonalidades mayores y menores. De ellas, la primera está protagonizada por las maderas; la tercera está marcada por un episodio "sorpresa" en forte, presagio de la posterior Sinfonía Sorpresa.

### III.Menuet– Trio
El tercer movimiento, Menuet – Trio, está en do mayor y en compás de 3/4. El minueto es un encantador dúo entre oboe y fagot. El tema de apertura parece bastante sencillo a primera vista, pero si se presta atención a su contorno, hay tres notas rápidas ascendentes, seguidas de un retorno a la primera y más grave nota, repetidas varias veces a un ritmo más lento. El trío presenta un solo de oboe y de fagot tocando sobre acompañamiento de pizzicati en las cuerdas.

### IV.Finale.Prestissimo / Finale. Presto
El cuarto y último movimiento, Finale. Prestissimo / Finale. Presto, retoma la tonalidad inicial y el compás es alla breve en la primera versión y un 2/4 en la segunda. La primera versión del Finale está basada en un antiguo fragmento escrito por Haydn entre 1769 y 1773 y según Sonja Gerlach pudo ser un apaño quizá para satisfacer una necesidad de interpretación. El arranque del Finale es prácticamente la misma figura del minueto, sólo que tocada más rápido. Aquí Haydn, a su manera discreta, prepara el camino para un principio de unificación temática entre movimientos que se convertiría en fundamental en la obra de compositores posteriores del siglo XIX, como César Franck y Johannes Brahms.